# Caseolus commixtus
Caseolus commixtus is een slakkensoort uit de familie van de Hygromiidae. De wetenschappelijke naam van de soort is voor het eerst geldig gepubliceerd in 1855 door R.T. Lowe.